# Campionati austriaci di sci alpino 1965
I Campionati austriaci di sci alpino 1965 si svolsero ad Axamer Lizum tra il 5 e il 7 marzo; furono assegnati i titoli di discesa libera, slalom gigante, slalom speciale e combinata, sia maschili sia femminili.

## Risultati

### Uomini

#### Discesa libera
| Pos. | Atleta           | Nazione |
| ---- | ---------------- | ------- |
| 1    | Karl Schranz     | Austria |
| 2    | Gerhard Nenning  | Austria |
| 3    | Adalbert Leitner | Austria |

Data: 7 marzo

#### Slalom gigante
| Pos. | Atleta        | Nazione |
| ---- | ------------- | ------- |
| 1    | Hugo Nindl    | Austria |
| 2    | Martin Burger | Austria |
| 3    | Karl Schranz  | Austria |

Data: 5 marzo

#### Slalom speciale
| Pos. | Atleta          | Nazione |
| ---- | --------------- | ------- |
| 1    | Heini Messner   | Austria |
| 2    | Martin Burger   | Austria |
| 3    | Egon Zimmermann | Austria |

Data: 6 marzo

#### Combinata
| Pos. | Atleta          | Nazione |
| ---- | --------------- | ------- |
| 1    | Hugo Nindl      | Austria |
| 2    | Martin Burger   | Austria |
| 3    | Gerhard Nenning | Austria |

Data: 5-7 marzo

Classifica stilata attraverso i piazzamenti ottenuti
in discesa libera, slalom gigante e slalom speciale

### Donne

#### Discesa libera
| Pos. | Atleta           | Nazione |
| ---- | ---------------- | ------- |
| 1    | Traudl Hecher    | Austria |
| 2    | Edith Zimmermann | Austria |
| 3    | Edda Kainz       | Austria |

Data: 5 marzo

#### Slalom gigante
| Pos. | Atleta           | Nazione |
| ---- | ---------------- | ------- |
| 1    | Grete Digruber   | Austria |
| 2    | Edith Zimmermann | Austria |
| 3    | Sieglinde Bräuer | Austria |

Data: 6 marzo

#### Slalom speciale
| Pos. | Atleta           | Nazione |
| ---- | ---------------- | ------- |
| 1    | Edith Zimmermann | Austria |
| 2    | Sieglinde Bräuer | Austria |
| 3    | Grete Digruber   | Austria |

Data: 7 marzo

#### Combinata
| Pos. | Atleta           | Nazione |
| ---- | ---------------- | ------- |
| 1    | Edith Zimmermann | Austria |
| 2    | Grete Digruber   | Austria |
| 3    | Sieglinde Bräuer | Austria |

Data: 5-7 marzo

Classifica stilata attraverso i piazzamenti ottenuti
in discesa libera, slalom gigante e slalom speciale